# Карабаське сільське поселення (Маріїнсько-Посадський район)
Караба́ське сільське поселення (рос. Карабашское сельское поселение) — муніципальне утворення у складі Маріїнсько-Посадського району Чувашії, Росія. Адміністративний центр — присілок Карабаші.

## Населення
Населення — 885 осіб (2019, 946 у 2010, 1007 у 2002).

## Склад
До складу поселення входять такі населені пункти:
| Населений пункт          | Населення, осіб (2002) | Населення, осіб (2010) |
| ------------------------ | ---------------------- | ---------------------- |
| Вурман-Пілемчі, присілок | 146                    | 137                    |
| Девлетгільдіно, присілок | 64                     | 55                     |
| Карабаші, присілок       | 515                    | 499                    |
| Покровське, село         | 282                    | 255                    |